# Sulfite de potassium
Le sulfite de potassium est un composé chimique de formule K2SO3. Il s'agit d'un sel de cations potassium K+ et d'anions sulfite SO32− produit notamment par réaction de l'acide sulfureux H2SO3 avec l'hydroxyde de potassium KOH :
H2SO3 + 2 KOH → K2SO3 + 2 H2O.
Le sulfite de potassium est un additif alimentaire de numéro E225 non autorisé au sein de l'Union européenne mais autorisé en Australie et en Nouvelle-Zélande.